# William Farish

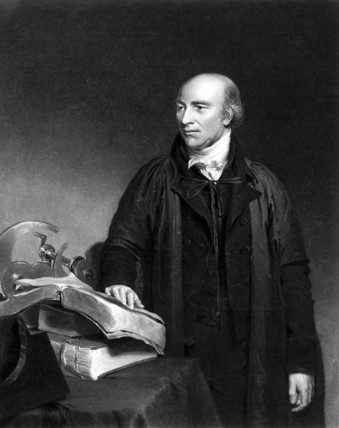
William Farish

William Farish (1759–1837) – brytyjski chemik, inżynier i wykładowca University of Cambridge. W swojej pracy naukowej zajmował się izometrią. W 1820 r. opublikował rozprawę naukową dotyczącą rzutowania skośnego na jedną płaszczyznę (ang. Treatise on lsometrical Perspective). Jako nauczyciel akademicki wprowadził egzaminy pisemne i w 1792 r. wprowadził oceny szkolne wyrażane w formie liczbowej, aby móc oceniać postępy w nauce swoich studentów.